# Kościół Najświętszej Maryi Panny Wspomożycielki Wiernych w Będargowie
Kościół Najświętszej Maryi Panny Wspomożycielki Wiernych – świątynia rzymskokatolicka, znajdująca się w Będargowie w gminie Kołbaskowo, w powiecie polickim (województwo zachodniopomorskie). Obiekt pochodzi z XIII wieku i wpisany jest do rejestru zabytków.
Kościół został wzniesiony około 1220 roku. Jest to budowla salowa na planie prostokąta o wymiarach 18,5×11,5 m, wzniesiona z kamieni granitowych. Świątynia posiadała dwa gotyckie portale, 5-uskokowy zachodni i ostrołukowy, 3-uskokowy południowy. W 1690, 1701, 1786 i 1863 roku dokonano przebudów kościoła. Podczas przebudowy z 1863 roku zatarto pierwotne formy podziałów elewacji, po których zachowały się jedynie pozostałości portalu i ślady kolistych blend w elewacji południowej. Wybito wówczas otwory okienne w ścianach bocznych i rozebrano znajdującą się od strony zachodniej wieżę, po której pozostały jedynie fragmenty ścian bocznych w formie potężnych przypór. W elewacji północnej widoczny jest też ślad po dawnej zakrystii.
W 1657 roku, po przeniesieniu parafii z Warzymic, świątynia przejęła funkcję kościoła parafialnego. Wewnątrz kościoła zachowały się elementy XIX-wiecznego wyposażenia: chrzcielnica, ambona, ołtarz i neogotycki prospekt organowy. Z dawnego, niezachowanego wyposażenia odnotowano dwa świeczniki organowe z blachy mosiężnej o wysokości 48 cm z 1691 roku, cynową misę chrzcielną z 1748 roku, XVII-wieczny srebrny, pozłacany kielich, oświetlenie w formie 6 świeczników ściennych, brązowego świecznika ambonowego z 1669 roku i dwóch mosiężnych żyrandoli z dwoma rzędami po 4 świece, a także obraz olejny z przedstawieniem duchownego.
1 maja 1945 roku kościół został poświęcony jako świątynia rzymskokatolicka pod wezwaniem NMP Wspomożycielki Wiernych. W latach 1998–1999 dokonano remontu generalnego budynku. Do świątyni przylega cmentarz o powierzchni 0,3 ha. Znajduje się na nim wzniesiona około 1930 roku drewniana dzwonnica z dwoma dzwonami odlanymi w 1737 i 1833 roku.